# Denny Méndez
Pour les articles homonymes, voir Mendez.
Denny Méndez, de son vrai nom Denny Andreina Méndez de la Rosa, née le 20 juillet 1978 à Saint-Domingue en République dominicaine, est une actrice italo-dominicaine, aussi mannequin.
Elle est couronnée Miss Italie 1996.
C'est la première et unique femme de couleur qui a gagné le titre. Avant elle, d'origine non italienne, il y a eu Anna Kanakis, de père grec et de mère sicilienne.

## Biographie
À l'âge de cinq ans, Mendez déménage avec sa mère et son beau-père dans la ville toscane de Montecatini Terme, en Italie. Parlant couramment l'espagnol, l'anglais et l'italien, elle étudie pour devenir guide touristique tout en participant à des concours de beauté.

## Miss Italie et controverse
En 1995, elle participe au concours de Miss République dominicaine et remporte la deuxième place. Le 7 septembre 1996 à l'âge de 18 ans, elle remporte le concours de Miss Italie, une victoire inattendue qui déclenche une vive controverse qui a duré des années. Peu avant que les votes finaux des juges ne soient comptabilisés et avant que des millions de téléspectateurs n'appellent pour faire connaître leurs préférences, deux des juges du concours expriment leur désapprobation à l'égard de Mendez et sont sanctionnés pour le caractère plutôt raciste de leur protestation, l'un d'eux déclarant : « Une fille noire ne peut pas être Miss Italie.  Ce n'est pas dans les règles », et l'autre a demandé « Qu'a-t-elle à voir avec l'Italie ?  Elle n'est pas méditerranéenne ». En réponse à ces remarques, Mendez déclare à un journaliste : « Je sais que je ne représente pas la beauté italienne, mais ils m'ont élu, alors que dois-je faire ? Refuser ?  La question de savoir qui peut ou doit représenter les femmes italiennes, mais aussi sur la manière dont la population étrangère, de plus en plus nombreuse et à la peau plus foncée, affecte la société et la culture italienne ».
Son élection fait débat et de nombreux citoyens italiens xénophobes demandent que leur pays ferme ses frontières à toute nouvelle immigration.
Les journaux italiens la surnomment « la perle noire », « la gazelle noire », « la Vénus noire » ou encore « la panthère dominicaine ».

## Carrière d'actrice
À la suite de la controverse, elle abandonne les concours de beauté et connaît le succès en tant que mannequin et actrice. Elle apparaît dans de nombreux films italiens.

## Vie privée
Elle est mariée avec l'agent hollywoodien, Oscar Generale et a une fille, dont John Travolta est le parrain,.